# Уитни (гора)
Уи́тни (англ. Mount Whitney) — самая высокая точка хребта Сьерра-Невада. Расположена в штате Калифорния, США. Высота — 4421 метр. Западный склон горы находится на территории национального парка «Секвойя». Получила название в честь американского геолога XIX века Джозайи Уитни, заложившего основу всестороннего геологического обследования калифорнийских земель. Первыми покорителями её вершины в 1873 году стали рыбаки Чарльз Бегоул (англ. Charles Begole), A. H. Джонсон (англ. A. H. Johnson) и Джон Лукас (англ. John Lucas), жившие в калифорнийском городе Лон-Пайн.
Первая вершина в списке Калифорнийских четырнадцатитысячников — двенадцати гор Калифорнии, чья высота превышает 14 000 футов. Также это наивысшая точка Континентальных штатов.
Расположена всего в 123 километрах к западу от самой низкой точки Северной Америки — впадины Бэдуотер (86 м ниже уровня моря) в Долине Смерти и поднимается в высоту свыше 3300 метров от близлежащей долины Оуэнс. На высоте 2548 метров на склоне горы в местечке Уитни-Портал заканчивается ежегодное тяжёлое спортивное состязание длиной 215 км — ультрамарафон «Бэдуотер».
В честь горы назван корабль в составе ВМС США: «USS Mount Whitney».

## Горный туризм
Самым популярным маршрутом на вершину горы является тропа Моунт Уитни (Mount Whitney Trail, MMWT), берущая своё начало в местечке Уитни Портал на высоте 2548 м над уровнем моря. Дорога в оба конца составляет 35.4 км, высота подъёма 1859 м. Этот маршрут крайне популярен среди туристов и доступ на неё ограничен в период с 1 мая по 1 ноября (60 человек с ночевкой на маршруте и 100 человек без в день). Разрешение на поход выдается путём разыгрывания лотереи среди желающих туристов, ввиду того что количество претендентов обычно сильно превышает установленную квоту.
Остановка на ночлег разрешена почти на всём протяжении горы, не менее чем в 100 ярдах от воды, но недостаток места для установки палатки привёл к тому, что большинство туристов собираются в двух лагерях. Нижний лагерь, Outpost Camp, находится на расстоянии 6.1 км от начала подъёма на высоте 3159 м над уровнем моря, в лесистой местности сразу за лужайкой Bighorn Meadow возле водопада. Верхний лагерь, Trail Camp, находится на высоте 3658 м над уровнем моря, в 10.1 км от начала восхождения, на обдуваемом ветре горном уступе. В верхнем лагере находится последний надёжный источник воды. Восхождение в среднем берёт от 2 до 4 дней, хотя некоторые пытаются преодолеть путь за день.
Путешественники, планирующие ночевку на маршруте, обязаны иметь с собой недоступный для медведей контейнер, который можно взять с собой напрокат в Межведомственном Центре Посетителей к югу от Лоун Пайн или в магазине Уитни Портал. Хотя медведи гризли не водятся в Калифорнии, на склонах горы часто можно встретить чёрного медведя барибал. Поскольку медведи часто шастают ночью, при путешествии в ночное время полезно иметь при себе яркий фонарь и свисток для отпугивания зверей, поскольку те боятся человеческого присутствия. Наоборот, путешествие без света может привлечь любопытных медведей, почуявших запах еды. Также безопаснее путешествовать группой.
Однодневное путешествие наверх обычно начинается в 2-4 часа утра. Наиболее тренированные туристы могут преодолеть весь путь за 10-18 часов, а спортсмены за 6 часов.
Основная тропа очень удобна для путешествия, хорошо обслуживается и не требует зимнего снаряжения (ледорубов или кошек) в период с 1 мая по 31 октября.
В некоторые зимы в верхней части горы иногда наблюдаются обильные снегопады. Тропа в это время проходима, но требуется осторожность. Снег обычно тает в конце июня — начале июля после умеренной зимы и в середине июля — начале августа после суровой. Часто бывает полезно спросить у возвращающихся путешественников о погодных условиях наверху.
Район горы Уитни печально известен своей непредсказуемой погодой. Общий совет — спускаться с вершины до полудня и избегать гроз, часто возникающих в тёплые дни.

## Альпинизм
Крутой восточный склон горы часто используется для скалолазания. Путь «Mountaineer’s Route», относящийся к третьему классу сложности, впервые был проделан Джоном Мьюром в 1872 году. Другие более сложные маршруты варьируют до 5.10 класса сложности.
К югу от основной вершины имеется ряд малых вершин, абсолютно незаметных на западном склоне, но на восточном выглядящих как ряд утёсов. Две из этих вершин названы в честь участников научной экспедиции на гору, состоявшейся в 1880 году: Пик Киилер (Keeler Needle) и Пик Дэй (Day Needle). Последний был позднее переименован в честь Хильды Крукс (Hulda Crooks), ежегодно поднимавшейся в гору до своих 90 с хвостиком лет.

## Увеличение высоты

Табличка на вершине Уитни с указанием высоты, установленная Службой национальных парков США

Предполагаемая высота горы Уитни изменилась за годы, и это произошло не из-за роста горы (хотя она постепенно растёт), а по двум другим причинам. Во-первых, подсчёты стали более точными. Во-вторых, что более существенно, изменилась вертикальная система координат. Полагают, что высота горы 14 494 футов. На самом деле, это данные 1929 года. С тех пор вычисление формы Земли (геоида) изменилось, и последняя система координат, NAVD88, была установлена в 1988 году. Согласно этой системе, высота горы составляет 14 505 футов.
На табличке, установленной на вершине горы в 1930 году, указана высота 14 496,811 фута.